# Hijrat (film)
Hijrat (en ourdou : ہجرت) est un film d'amour pakistanais réalisé par Farouq Mengal et sorti le 22 avril 2016. Il met en vedette les acteurs Asad Zaman et Rabia Butt (en). Il met en scène des personnages touchés par la guerre d'Afghanistan.
Le film est diffusé dans des cinémas pakistanais par Hum Films (en) et Eveready Pictures. Il reçoit des critiques moyennes et une faible audience. Il est considéré comme un « flop » et une œuvre non rentable pour les cinéastes et producteurs.

## Distribution
- Asad Zaman : Murad
- Rabia Butt
- Noman Ejaz
- Nadeem Baig
- Salma Agha : Feriha
- Ayub Khoso
- Wiam Dahmani (caméo)
- Rubab Ali : Mahi
- Mareeha Safdar
- Zaib Rehman
- Jamal Shah
- Durdana Butt
- Sana Nawaz (apparition lors de la chanson Chali Re Chali)

## Tournage
Le film est d'abord tourné à Quetta, puis le tournage se poursuit à Istanbul (Turquie) au printemps 2014. L'équipement du tournage a été importé d'Inde.

## Bande-son
La musique du film est composée par Sahir Ali Bagga. Le film comprend aussi des chansons de Ali Azmat, Rahat Fateh Ali Khan, Imran Aziz et Abida Parveen.

## Box office
Avec 6 millions de roupies générée dans les cinémas pakistanais en une semaine, les recettes du film ne couvrent pas son budget. Le film est diffusé en salle durant deux à trois semaines seulement. En réponse à l'échec commercial du film, la compagnie Hum Films déclare au quotidien The Express Tribune : « Nous ne nous attendions pas à un résultat aussi mauvais en salle. Ça nous a toujours paru ardu, mais il est très difficile de comprendre où on s'est trompé. »